# Бернер
Бернер (шотландська гельська: Beàrnaraigh) або Велика Бернера (шотландська гельська: Beàrnaraigh Mòr) - острів і громада у складі Зовнішніх Гебрид (Шотландія). За площею це тридцять четвертий за величиною Шотландський острів (21,22 км2).
Велика Бернера лежить в Лох-Роаг на північно-західному узбережжі Льюїса і пов’язаний з ним автомобільним мостом. Побудований в 1953 році, міст був першим в Європі попередньо напруженим бетонним мостом . Основним поселенням на острові є Бреклет (гельська: Breacleit).
Острів під назвою "Борва" став місцем дії роману «Принцеса Туле» (1873) шотландського письменника Вільяма Блека. Роман примітний описами місцевих пейзажів.

## Історія
Назва острова норвезька за походженням і походить на честь Бьярнара, батька скандинавського отамана Льюїса Кетіла Бьярнарсона. Переважна більшість топонімів у районі є також норвезькими, що передбачає велике поселення вікінгів.
Найпоширенішим ім'ям Великої Бернери є Макдональд (MacDhòmhnaill або Dòmhnallach), воно, як кажуть, походить від сторожа Маколеї Уїгу, який подарував острів взамін за послуги.
З 1962 року острів належить колишньому віснику королеви Робіну де ла Ланне-Міррліс[4], який визнаний Лердом Бернера. Врешті-решт він успадкував титул принца Короната і помер у 2012 році Кіркібост.

## Кіркібост
На південному сході острова знаходиться перше заплановане крафтове містечко на Зовнішніх Гебридах. Воно було створене в 1805 році шляхом регулярного розподілу окремих ремесел землеміром графа Сіфорта - Джеймсом Чепменом. Усі орендарі цього запланованого села були виселені в 1823 році, і публікація першого видання "Огляд боєприпасів" досить гостро показала безлюдне село. Кіркібост було переселено в 1878 році, та первісні кордони використовуються і сьогодні.

## Калланіш VIII
Калланіш VIII - це унікальна стояча кам’яна композиція біля мосту між Льюїсом та Бернером, викладена півколом. Місцево відома як Турсачан, що означає просто "Камені, що стоять".Поруч знаходяться руїни броха Дана Барраглома.

## Бостадх
Бернер також відомий своєю Залі́зною добою - поселенням у Бостадсі, виявленим у 1992 р. і в даний час засипаним піском, для його збереження.. Поблизу знаходиться репліка будинку Залізної доби, яка відповідає тим,які зараз поховані.
На пляжі Бостадх встановлено Дзвін часу та припливів, один із серії інсталяцій Маркуса Вергетта.

## Повстання Бернера
Острів був місцем бунту Бернера 1874 року, коли землероби чинили опір дозволам депортації шотландських горців. Це було селянське повстання та подальша юридична справа, яка призвела до перемоги пригноблених дрібних орендарів проти важких виселень та лікування з боку Дональда Манро, чинника Сер Джеймс Метесон. Мешканці острова відмовилися вивезти свої запаси на користь розширення спортивних маєтків, а їм, у свою чергу, погрожували військовим візитом. Цього не сталося, але було роздано ще більше повідомлень про виселення, а відвідувачів закидали грудками землі. Судова справа стала першою зафіксованою перемогою дрібних орендарів за бажанням, і докази, які були заслухані під час одинадцятигодинного судового процесу, проклали шлях до земельної реформи в Шотландії. 

## Географія та геологія
Розміри острова: приблизно 8 кілометрів у довжину та 3 кілометри у ширину (довжина орієнтована з північного заходу на південний схід). Узбережжя дуже посічене, а також є численні прісноводні водойми, такі як: Лох-Барабхат, Лох-Бреклейт і Лох-Ніоксабхат. Найвищою точкою є гора Сеалабхал Бхіорах на південь від Бостада та на північ від Тобсона, яка досягає 87 метрів. Є поклади мусковітового і тремолітового азбесту.
Західна сторона острова входить до Національної мальовничої зони Південний Льюїс, Гарріс і Норт-Уіст.

### Навколишні острови
В озері Лох-Роаг багато островів. На заході, з півночі на південь розташовані Пабай Мор, Ваксай, Фуай Мор і Фуай Беаг. На півночі острів Беарнарай Бег (Мала Бернера) і ряд менших острівців. На сході їх не так вже й багато, але на південному сході є Ейлін Чірстейд.

## Флора і фауна
Морське життя особливо багате між берегом Каолас Бхаласей та внутрішнім морським озером. Тут є численні молюски, губки, і морські зірки. Останні зростають помітно більшими за розмірами, ніж зазвичай. Тут також можна знайти чашку коралів, зміїні анемони і пальці мерця корал. Звичайні риби включають шанні та масляну рибу, а атлантичні та звичайні тюлені регулярно відвідують море.
Велика Бернера приймає численні види морських птахів, включаючи чайок, куликів та качок (золотистих). Більш незвичною була Джек Бекас, яку помітили на острові в 2007 році.

## Економіка та інфраструктура
Населення Великої Бернери в основному залежить від вилову омарів, крафтингу та туризму. У Брекліті є початкова школа. Родюче пасовище махер дозволяє випасати овець і велику рогату худобу. У 1972 році в Кіркібості був побудований переробний завод.  Дехто досі займається ткацтвом, але це вже не одна з основних галузей. Бреклет є домом для невеликого музею, міні-маркету, школи, пошти, церкви, громадського центру з кафе, автозаправною станцією, пожежною станцією та лікарнею.
Протягом 20 століття значно покращився зв'язок. Перший телефон був встановлений на Льюїсі в 1897 році, згодом віддалені села повільно з'єднувались. Велика Бернера був останньою біржею, яка з’єдналася з Льюїсом за допомогою однодротової схеми та зворотного зв’язку заземлення. Міст на острів від Льюїса був побудований у 1953 році після того, як жителі острова погрожували мінувати схил пагорба, щоб створити дамбу власного виробництва. Його іноді називають мостом через Атлантику, хоча це позначення також використовується для інших мостів у Шотландії та на Фарерських островах. У 2003 році мешканці острова розглядали техніко-економічне обґрунтування щодо передачі острова у власність громади, процес, який успішно завершили жителі островів Гіга та Ейгг. Проте один із впливових жителів сказав, що не бажає його продавати. У 2011 році на острові проживали 252 особи, що на 8% більше, ніж у 2001 році, коли їх було 233.

## Видатні люди
- Мурдо Стюарт Макдональд - народився на острові (1852–1938); останній з Морських баронів та Ллойдів Геодезист судноплавства.
- Джон Ніколсон Маклеод (1880-1954) - освітянин і письменник. Багато років був репетитором у школі в Бернері. Автор сатиричної збірки нарисів "Litrichean Alasdair Mhòir" та остаточної поетичної збірки Льюїса "Bàrdachd Leòdhas".
- Джордж Маклеод - народився на острові (1890-1969); морський виробник моделей національного визнання із прикладами своєї роботи над експозицією у Національному морському музеї, Грінвічі та Ліверпульському корабельному музеї.
- Доктор Пітер Джон Маклеод - народився на острові (1896-1951); нагороджений лікар та фахівець з реабілітації колишніх військовослужбовців.
- Каллум Макдональд - народився на острові (1912-99), можливо, найважливіший видавець шотландської поезії 20 століття[13].
- Домнал Макемлі - народився на острові (1930-2017); заслужений професор з кельтської мови в Університеті Абердіна. Він був одним з найвидатніших сучасних гэльських поетів у Шотландії і поважним дослідником у скандинавських топонімах.
- Алістер Дарлінг (1953 р.н.) - політик. Колишній канцлер казначейства, володіє переобладнаним чорним домом у Бреклеті, а родина його матері походила з острова[16]. 1 грудня 2015 року він був нагороджений довічним пером, отримавши титул «Барон Дарлінг Руланіша, Великої Бернери в графстві Росс і Кромарті»[17].
- Кеті Макдональд - отримала освіту та проживає в окрузі. Журналістка і телеведуча, яка зараз є ведучою численних телевізійних програм на гельській мові. Популярна серед місцевих.